# Дорожково (Себежский район)
Дорожково — деревня в Себежском районе Псковской области России. Входит в состав Красноармейской волости.

## География
Находится на юго-западе региона, в восточной части района,  в пределах Прибалтийской низменности, в зоне хвойно-широколиственных лесов, возле деревень Ольшаник и Емельянцево.

## История
В 1941—1944 гг. местность находилась под фашистской оккупацией войсками Гитлеровской Германии.

## Население
| 2001 | 2002 | 2010 |
| ---- | ---- | ---- |
| 17   | →17  | ↘8   |

### Национальный состав
Согласно результатам переписи 2002 года, в национальной структуре населения русские составляли 100 % от общей численности в  17 чел., из них 8 мужчин, 9 женщин.

## Инфраструктура
Личное подсобное хозяйство.
Основа экономики — сельское хозяйство.

## Транспорт
В соседнюю деревню Ольшаник подходит автомобильная дорога общего пользования местного значения «от а/д Микулино — Исаково до дер. Ольшаник» (идентификационный номер 58-254-830 ОП МП 58Н-106), протяжённостью в 2,1 км.